# Jürgen Mäder
Jürgen Mäder (* 17. Dezember 1940 in Halle (Saale)) ist ein deutscher Forstwirt und Politiker (SED, Grüne). Er gehörte der letzten Volkskammer der DDR an.

## Leben und Beruf
Nach dem Besuch der Grundschule absolvierte Mäder eine Lehre zum Forstwirt. Danach leistete er seinen Wehrdienst ab und besuchte in dieser Zeit die Volkshochschule. Infolge seines Austritts aus der SED wurde er zwischenzeitlich mit einem Berufsverbot belegt, 1963 stellte er einen Ausreiseantrag. Später war er in der Landwirtschaft tätig und besuchte die Landwirtschaftsschule in Wismar, 1967 schloss er dort die Ausbildung zum Zootechniker ab. Daraufhin war er im Zoologischen Garten Halle tätig und leitete einen Heimattierpark. Seit 1986 arbeitete er in Halle als Materialwirtschafter.
Neben seinem Beruf engagierte er sich auch im Tier- und Umweltschutz, so war er seit 1962 Mitglied des Naturschutzbundes, 1989 schloss er sich einer ökologischen Arbeitsgruppe im Evangelischen Kirchenkreis Halle an, im Jahr darauf dem gesamtdeutschen Tierschutzverein.

## Politik
Mäder war in seiner Jugend Mitglied der SED. 1963 trat er aus dieser Partei aus. 1990 gehörte er der Grünen Partei der DDR an. Bei der Volkskammerwahl 1990 kandidierte er auf Listenplatz 2 der Grünen-Liste im Wahlkreis Halle. Die Grünen konnten dort nur ein Mandat gewinnen, das zunächst Gunter Otto zustand. Nachdem dieser auf sein Mandat verzichtete, durfte Mäder für ihn in die Volkskammer nachrücken. Dieser gehörte er bis zur letzten Sitzung am 2. Oktober 1990 an.